# 무상천
무상천(無想天, 산스크리트어: asaṃjñi-devānām, 티베트어: 'du shes med pa'i lha, 영어: non-conception heaven)은 다음의 분류, 그룹 또는 체계의 한 요소이다.
- 부파불교의 설일체유부와 경량부의 색계 17천(色界十七天)의 체계에서 12번째 하늘[天]인 광과천(廣果天) 내에 존재하는 하늘이다.[2][3]
이 경우 초선천(初禪天: 3천) · 제2선천(第二禪天: 3천) · 제3선천(第三禪: 3천) · 제4선천(第四禪天: 8천)의 색계 4선천(四禪天) 중 제4선천의 3번째 하늘이다.[4][5]
- 상좌부와 대승불교의 색계 18천(色界十八天)의 체계에서 13번째 하늘[天]로,  12번째 하늘인 광과천(廣果天) 위에 존재한다.[2][3][6][7]
이 경우 초선천(初禪天: 3천) · 제2선천(第二禪天: 3천) · 제3선천(第三禪: 3천) · 제4선천(第四禪天: 9천)의 색계 4선천(四禪天) 중 제4선천의 4번째 하늘이다.[5][8]
- 무상천에 태어나는 것 또는 무상천의 경지는 부파불교의 설일체유부의 5위 75법의 법체계에서 4번째 위(位: 그룹)인 불상응행법(不相應行法: 14가지) 가운데 하나로, 무상과(無想果, 산스크리트어: asaṃjñika)[9][10][11][12] 또는 무상사(無想事, 산스크리트어: asaṃjñika)[13][14]라고도 한다.[15][16][17]
- 무상천에 태어나는 것 또는 무상천의 경지는 대승불교의 유식유가행파와 법상종의 5위 100법의 법체계에서 4번째 위(位: 그룹)인 심불상응행법(心不相應行法: 24가지) 가운데 하나로, 무상천(無想天)[18][19] · 무상이숙(無想異熟)[20][21][22][23] · 무상보(無想報)[24][25] 또는 무상소유(無想所有)[26][27]라고도 한다.

무상천(無想天, 산스크리트어: asaṃjñi-devānām)은 무상(無想) · 무상계(無想界) · 무상처(無想處) · 무상유정천(無想有情天, 산스크리트어: asaṁjñisattvāh) · 무상중생천(無想眾生天, 산스크리트어: asaṁjñisattvāh) · 소광천(少廣天) 또는 복덕천(福德天)이라고도 한다.
부파불교의 설일체유부와 대승불교의 유식유가행파의 교학에 따르면,
이번 생에서 무상정(無想定)을 닦아서 성취하면 그 힘에 의해 다음 생에는 무상천에 태어난다. 무상천에 태어나는 유정의 소의신(所依身, 즉 신체)의 키는 500유순(由旬)이고 수명은 500대겁(大劫)이다. 그리고 그 수명인 500대겁(大劫)동안 마음(즉 6식)이 현행하지 않는다. 따라서 무심(無心)의 상태로 지내게 되는데, 외도(外道)는 이 상태를 열반 또는 해탈의 경지로 간주한다고 한다. 하지만, 500대겁이 지나면 마치 긴 잠에서 깨어나듯이 다시 욕계로 태어난다고 한다.
부파불교의 설일체유부와 대승불교의 유식유가행파의 교학에 따르면,
무상정을 닦고 그 과보로 무상천에 태어나는 것은 모두 이생범부나 외도가 닦거나 희구하는 것으로, 성자가 닦거나 희구하는 것이 아니다. 성자가 무심(無心) 즉 적정(寂靜)의 상태에 들기 위하여 닦는 선정은 멸진정이다.

## 심불상응행법으로서의 무상천

### 부파불교

#### 아비달마품류족론: 무상사
《아비달마품류족론》에 따르면,
무상사(無想事)는 무상유정천(無想有情天)에 태어나서 갖는 심과 심소가 소멸된 상태의 삶을 말한다.

#### 아비달마구사론: 무상과
《아비달마구사론》에 따르면,
무상유정천(無想有情天: 색계 제4선의 제3천인 광과천)에 태어나면 그곳에 사는 동안에는 능히 미래의 심법 · 심소법을 차단하여 생기하지 않게 하는 법이 작용하는데 그 법을 무상과(無想果)라고 한다.

#### 아비달마순정리론: 무상과
무상과(無想果, 산스크리트어: āsaṃjñika)는 무상(無想, 산스크리트어: āsaṃjña)이라고도 하며, 무상유정천(無想有情天: 색계 제4선의 제3천인 광과천)에서 작용하는 법[實有物]으로서, 유정이 무상유정천에 있는 동안에는 마치 방죽이 강물을 막는 것처럼 미래의 심법과 심소법을 차단하여 생기하지 않게 한다. 이런 뜻에서 무상과를 심 · 심소를 소멸시키는 법이라고 말한다. 그리고 이 법은 무상정(無想定)에 의해 초래되는 이숙과(異熟果)이다. 그리고 무상정에 의해 초래된 수명의 양이 그 세력을 다하면 반드시 다시 욕계에 태어난다.

### 대승불교

#### 유가사지론: 무상이숙
무상이숙(無想異熟)은 3가지 승생(勝生: 뛰어나게 태어남) 즉, 색계의 세 가지 존재 상태 가운데 하나이다.
3가지 승생 중 첫째는 이생(異生: 즉 범부)이 무상천(無想天)에 태어나는 것 즉 무상이숙이고, 둘째는 유정이 유상천(有想天)에 태어나는 것으로 색계 18천(十八天) 가운데 광과천(廣果天) 이하에 태어나는 것을 말한다. 셋째는 성자가 정거천(淨居天)에 태어나는 것으로, 정거천이란 색계 18천(十八天) 가운데 무번천(無煩天) 이상의 5정거천(五淨居天), 즉 무번천(無煩天) · 무열천(無熱天) · 선현천(善現天) · 선견천(善見天) · 색구경천(色究竟天)을 말하며, 성문(聲聞) 제3과인 아나함과(불환과)를 증득한 성자가 태어나는 곳이다.

#### 현양성교론: 무상천
무상천(無想天, 산스크리트어: asaṁjñā-deva)은 여기 이 세간(世間, 산스크리트어: loka)에서 무상정을 득(得)하면 그것으로 인하여 다음 생에서 태어나는 곳이다. 이 하늘 세계[天]에서는 '항상 현행(現行: 현재적으로 작용함)하는 것은 아닌 모든 마음과 마음작용[不恒現行諸心心法: 전6식(前六識)과 이들과 상응하는 마음작용들]'을 소멸시키는 성질이 작용하는데, 무상천이라는 낱말은 이 하늘 세계뿐만 아니라 그것이 지닌 이 성질, 그리고 무상정의 과보로써 이 하늘 세계에 태어나는 것을 함께 의미한다.

## 참고 문헌
- 고려대장경연구소. 《고려대장경 전자 불교용어사전》. 고려대장경 지식베이스 / (사)장경도량 고려대장경연구소. |title=에 외부 링크가 있음 (도움말)
- 곽철환 (2003). 《시공 불교사전》. 시공사 / 네이버 지식백과. |title=에 외부 링크가 있음 (도움말)
- 권오민 (1991). 《경량부철학의 비판적 체계 연구》. 동국대학원 철학박사 학위논문.
- 무착 지음, 현장 한역 (K.571, T.1602). 《현양성교론》. 한글대장경 검색시스템 - 전자불전연구소 / 동국역경원. K.571(16-1), T.1602(31-480). |title=에 외부 링크가 있음 (도움말)
- 미륵 지음, 현장 한역, 강명희 번역 (K.614, T.1579). 《유가사지론》. 한글대장경 검색시스템 - 전자불전연구소 / 동국역경원. K.570(15-465), T.1579(30-279). |title=에 외부 링크가 있음 (도움말)
- 세우 지음, 현장 한역, 송성수 번역 (K.949, T.1542). 《아비달마품류족론》. 한글대장경 검색시스템 - 전자불전연구소 / 동국역경원. K.949(25-149), T.1542(26-692). |title=에 외부 링크가 있음 (도움말)
- 세친 지음, 현장 한역, 권오민 번역 (K.955, T.1558). 《아비달마구사론》. 한글대장경 검색시스템 - 전자불전연구소 / 동국역경원. K.955(27-453), T.1558(29-1). |title=에 외부 링크가 있음 (도움말)
- 세친 지음, 현장 한역, 송성수 번역 (K.618, T.1612). 《대승오온론》. 한글대장경 검색시스템 - 전자불전연구소 / 동국역경원. K.618(17-637), T.1612(31-848). |title=에 외부 링크가 있음 (도움말)
- 세친 지음, 현장 한역, 송성수 번역 (K.644, T.1614). 《대승백법명문론》. 한글대장경 검색시스템 - 전자불전연구소 / 동국역경원. K.644(17-808), T.1614(31-855). |title=에 외부 링크가 있음 (도움말)
- 운허.  동국역경원 편집, 편집. 《불교 사전》. |title=에 외부 링크가 있음 (도움말)
- (중국어) 무착 조, 현장 한역 (T.1602). 《현양성교론(顯揚聖敎論)》. 대정신수대장경. T31, No. 1602, CBETA. |title=에 외부 링크가 있음 (도움말)
- (중국어) 미륵 조, 현장 한역 (T.1579). 《유가사지론(瑜伽師地論)》. 대정신수대장경. T30, No. 1579. CBETA. |title=에 외부 링크가 있음 (도움말)
- (중국어) 星雲. 《佛光大辭典(불광대사전)》 3판. |title=에 외부 링크가 있음 (도움말)
- (중국어) 세우 조, 현장 한역 (T.1542). 《아비달마품류족론(阿毘達磨品類足論)》. 대정신수대장경. T26, No. 1542, CBETA. |title=에 외부 링크가 있음 (도움말)
- (중국어) 세친 조, 현장 한역 (T.1558). 《아비달마구사론(阿毘達磨俱舍論)》. 대정신수대장경. T29, No. 1558, CBETA. |title=에 외부 링크가 있음 (도움말)
- (중국어) 세친 조, 현장 한역 (T.1612). 《대승오온론(大乘五蘊論)》. 대정신수대장경. T31, No. 1612, CBETA. |title=에 외부 링크가 있음 (도움말)
- (중국어) 세친 조, 현장 한역 (T.1614). 《대승백법명문론(大乘百法明門論)》. 대정신수대장경. T31, No. 1614, CBETA. |title=에 외부 링크가 있음 (도움말)